# Modulo Multi-Chip

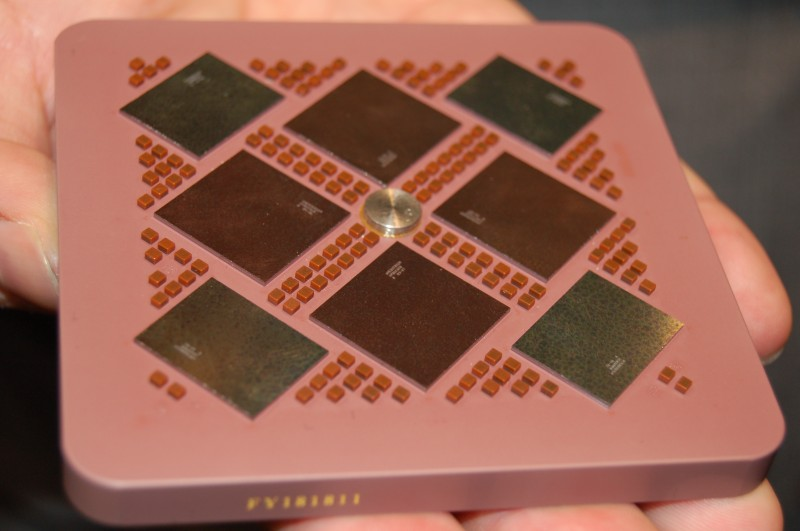
Un modulo multi-chip ceramico contenente quattro die del processore POWER5 (al centro) e quattro moduli da 36 MB La cache (periferia)

Un modulo multi-chip o multi-chip module (MCM) è un componente elettronico caratterizzato dall'assemblaggio elettronico (come un pacchetto con un certo numero di terminali conduttori o "pin") di più circuiti integrati (IC o "chip"), matrici di semiconduttori e/o altri componenti discreti integrati su un unico elemento che ne fa da supporto e collegamento, il che permette l'uso di questi chip come un unico elemento più grande.
Altri termini per il confezionamento MCM includono "integrazione eterogenea" o "circuito integrato ibrido". Il vantaggio dell'utilizzo del packaging MCM è che consente al produttore di utilizzare più componenti per motivi di modularità e/o per migliorare la resa rispetto a un approccio IC monolitico convenzionale.
Un modulo multi-chip tipo Flip (FCCMM) è un modulo multi-chip che utilizza la tecnologia flip chip. Un FCMCM può avere un die grande e diversi die più piccoli, tutti sullo stesso modulo.

## Panoramica
Gli MCM sono disponibili in diverse forme, a seconda della complessità e delle filosofie di sviluppo dei loro progettisti, per questo le forme possono variare, come l'utilizzo di circuiti integrati applicati su un piccolo circuito stampato (PCB) e concepito per imitare l'ingombro di un package di chip esistente, fino a forme di chip completamente personalizzati che integrano molti chip die su un substrato di interconnessione ad alta densità (HDI), motivo per cui l'MCM finale può essere realizzato in diversi modi:
- Il substrato è un circuito stampato (PCB) laminato multistrato, come quelli utilizzati nei processori Zen 2 di AMD.
- Il substrato è costruito su ceramica, come la ceramica co-cotta a bassa temperatura.
- I circuiti integrati vengono depositati sul substrato di base utilizzando la tecnologia a film sottile.

I circuiti integrati che compongono il pacchetti MCM possono essere:
- Circuiti integrati in grado di svolgere la maggior parte, se non tutte, le funzioni di un componente di un computer, come la CPU. Esempi di ciò includono le implementazioni di POWER5 di IBM e Core 2 Quad di Intel. Per realizzare il prodotto finale vengono utilizzate più copie dello stesso circuito integrato. Nel caso di POWER5, per realizzare il pacchetto finale vengono utilizzati più processori POWER5 e la relativa cache L3 off-die. Con il Core 2 Quad, in pratica due die Core 2 Duo venivano confezionati insieme.
- Circuiti integrati che eseguono solo alcune delle funzioni, o "blocchi di proprietà intellettuale" ("blocchi IP"), di un componente di un computer. Questi sono noti come chiplet. Un esempio sono i circuiti integrati di elaborazione e i circuiti integrati di I/O dei processori Zen 2 di AMD.

Un interposer collega i circuiti integrati. Spesso si tratta di un circuito organico (un circuito laminato che contiene carbonio, quindi organico ) o è fatto di silicio (come nella memoria ad alta larghezza di banda). Ciascuna di queste opzioni presenta vantaggi e limiti. L'utilizzo di interpositori per collegare più circuiti integrati invece di collegare più circuiti integrati monolitici in pacchetti separati riduce la potenza necessaria per trasmettere segnali tra i circuiti integrati, aumenta il numero di canali di trasmissione e riduce i ritardi causati da resistenza e capacità (ritardi RC). Tuttavia, la comunicazione tra chiplet consuma più energia e ha una latenza più elevata rispetto ai componenti all'interno dei circuiti integrati monolitici.

## MCM a chip sovrapposti

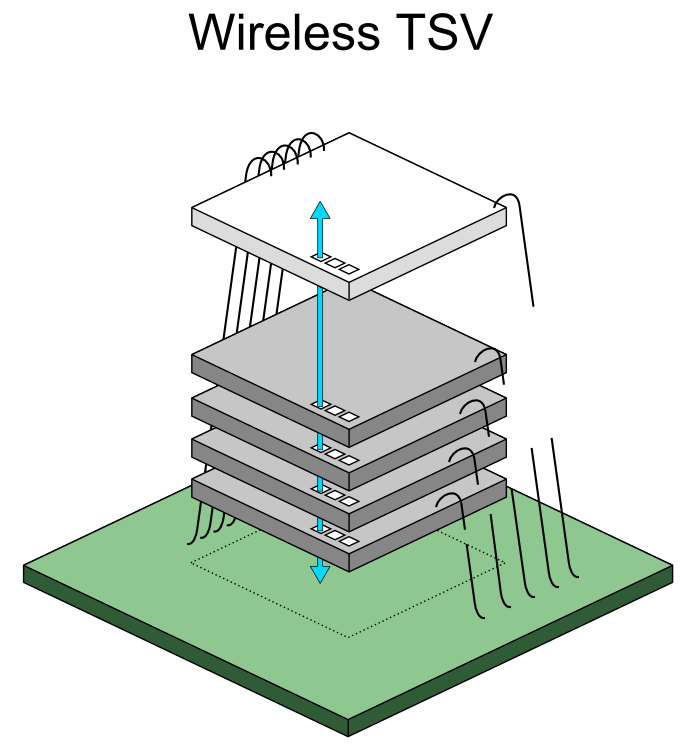
NoC wireless su circuito integrato 3D

Uno sviluppo relativamente nuovo nella tecnologia MCM è il cosiddetto pacchetto a chip sovrapposti "chip-stack".  Alcuni circuiti integrati, in particolare le memorie, hanno pinout molto simili o identici quando vengono utilizzati più volte all'interno dei sistemi. Un substrato progettato con cura può consentire di impilare queste matrici in una configurazione verticale, riducendo notevolmente l'ingombro del MCM risultante (anche se al costo di un chip più spesso o più alto). Poiché nei progetti di elettronica in miniatura lo spazio è spesso un fattore prezioso, il chip-stack rappresenta un'opzione interessante in numerose applicazioni, come i telefoni cellulari e gli assistenti digitali personali (PDA). Utilizzando un circuito integrato 3D e un processo di assottigliamento, è possibile impilare fino a dieci matrici per creare una scheda di memoria SD ad alta capacità.  Questa tecnica può essere utilizzata anche per la memoria ad alta larghezza di banda.
Il modo possibile per aumentare le prestazioni del trasferimento dati nello stack del chip è utilizzare reti wireless su chip (WiNoC).

## Esempi di moduli multi-chip
- IBM Bubble Memory MCM (anni '70)
- Intel Pentium Pro, Pentium II OverDrive, Pentium D Presler, Xeon Dempsey, Clovertown, Harpertown e Tigerton, Core 2 Quad (Kentsfield, Penryn-QC e Yorkfield), Clarkdale, Arrandale, Kaby Lake-G e modelli con Crystalwell (quelli con grafica GT3e o GT4e)
- Schede SD, schede microSD e memory stick Sony
- eMMC, eUFS e NVMe con soluzione a pacchetto singolo
- Xenos, una GPU progettata da ATI Technologies per Xbox 360, con eDRAM
- POWER2, POWER4, POWER5, POWER7, POWER8 e Power10 di IBM
- Modello IBM z196
- Il Wii U Espresso (microprocessore) della Nintendo ha la sua CPU, GPU e VRAM integrata (integrata nella GPU) su un MCM.
- VIA Nano QuadCore[6]
- Memoria Flash e RAM combinate su un PoP di Micron
- Soluzioni MCP Samsung che combinano DRAM mobile e storage NAND.[7][8][9]
- Le CPU AMD Ryzen Threadripper ed Epyc basate sull'architettura Zen o Zen+ sono MCM da due o quattro chip[10] (Ryzen basato su Zen o Zen+ non è MCM e consiste in un chip)
- Le CPU non- APU Ryzen, Ryzen Threadripper ed Epyc di AMD basate sull'architettura Zen 2 o Zen 3 sono MCM di uno, due, quattro [11] o otto chip contenenti core CPU e un chip I/O più grande[12]
- Le GPU AMD Instinct serie MI basate sull'architettura CDNA 2 sono MCM costituiti da uno o due chip GCD (Graphics Compute Die).
- Le GPU AMD Radeon RX serie 7000 basate sull'architettura RDNA 3 sono MCM con un GCD e fino a sei chip MCD (Memory Cache Die).
- GPU Intel Xe Ponte Vecchio
- CPU Intel Meteor Lake
- Qualsiasi altro processore con memoria ad alta larghezza di banda
- Apple serie M con CPU e memoria
- Intel Lunar Lake con CPU e memoria